# Cienegas Terrace
Cienegas Terrace – jednostka osadnicza w Stanach Zjednoczonych, w stanie Teksas, w hrabstwie Val Verde.